# Flushing (Ohio)
Flushing és una població dels Estats Units a l'estat d'Ohio. Segons el cens del 2000 tenia 900 habitants.

## Demografia
Segons el cens del 2000, Flushing tenia 900 habitants, 380 habitatges, i 250 famílies. La densitat de població era de 579,2 habitants/km².
Dels 380 habitatges en un 25,5% hi vivien nens de menys de 18 anys, en un 50% hi vivien parelles casades, en un 11,1% dones solteres, i en un 34,2% no eren unitats familiars. En el 30% dels habitatges hi vivien persones soles el 15,5% de les quals corresponia a persones de 65 anys o més que vivien soles. El nombre mitjà de persones vivint en cada habitatge era de 2,37 i el nombre mitjà de persones que vivien en cada família era de 2,93.
Per edats la població es repartia de la següent manera: un 20,6% tenia menys de 18 anys, un 10,3% entre 18 i 24, un 28,9% entre 25 i 44, un 23,1% de 45 a 60 i un 17,1% 65 anys o més.
L'edat mediana era de 39 anys. Per cada 100 dones de 18 o més anys hi havia 93,2 homes.
La renda mediana per habitatge era de 26.875 $ i la renda mediana per família de 35.972 $. Els homes tenien una renda mediana de 28.523 $ mentre que les dones 17.768 $. La renda per capita de la població era de 14.917 $. Aproximadament el 14,8% de les famílies i el 17,4% de la població estaven per davall del llindar de pobresa.

## Poblacions més properes
El següent diagrama mostra les poblacions més properes.